# Escherange
Escherange – miejscowość i gmina we Francji, w regionie Grand Est, w departamencie Mozela.
Według danych na rok 1990 gminę zamieszkiwało 377 osób, a gęstość zaludnienia wynosiła 29 osób/km² (wśród 2335 gmin Lotaryngii Escherange plasuje się na 680. miejscu pod względem liczby ludności, natomiast pod względem powierzchni na miejscu 422).